# Марул (префект на Юдея)
Марул (на латински: Marullus) е седмият префект на Римска Юдея от 37 до 41 г.
Назначен е за префект на Юдея от император Калигула на мястото на Марцел. Нееврейски жители издигат олтар в чест на Калигула и евреите го унищожават. Като разбира за това, Калигула дава заповед на римския управител на провинция Сирия – Публий Петроний да се сложи статуя на Зевс с облика на Калигула в Йерусалимския храм. Марул трябва да изпълни тази заповед и едва успява да се справи с избухналото недоволство сред евреите. Калигула дава заповед на Публий Петроний да се самоубие, до което не се стига, понеже Калигула умира през 41 г. Новият император Клавдий смъква Марул от поста и не назначава друг на неговото място, а прави Юдея васална държава с цар Ирод Агрипа I. През 44 г. Юдея става отново римска провинция, управлявана от прокуратори.